# Irène Vernal
Pour les articles homonymes, voir Vernal (homonymie).
Irène Vernal est une actrice belge née à Anvers le 14 juillet 1912 et morte en septembre 2008.
Elle joue principalement au Rideau de Bruxelles et au Théâtre national de Belgique. En 1952, elle reçoit l'Ève du Théâtre pour La Rose tatouée au Rideau de Bruxelles.

## Théâtre
- 1938 : Bérénice de Jean Racine, Théâtre royal du Parc
- 1952 : La Rose tatouée de Tennessee Williams, mise en scène de Maurice Vaneau, Rideau de Bruxelles
- 1989 Pygmalion de George Bernard Shaw, mise en scène de Jean-Pierre Rey, Théâtre royal des Galeries

## Filmographie
- 1960 : Electra d'André Gevrey : Clytemnestre
- 1966 : Jeroom en Benzamien de Maurits Balfoort : la mère supérieure
- 1967 : Le Mariage de mademoiselle Beulemans (production RTBF)
- 1970 : Paix sur les champs de Jacques Boigelot : Fine
- 1970 : Facilités de payement d'Albert Dumortier : Mrs. Hamilton
- 1973 : 6, rue du Calvaire de Jean Daskalidès : une bourgeoise
- 1982 : Une femme en fuite de Maurice Rabinowicz